# 14e cérémonie des Teen Choice Awards
La 14e cérémonie des Teen Choice Awards a eu lieu le 22 juillet 2012 au Gibson Amphitheatre à Los Angeles et retransmise sur la chaîne FOX.

## Remettants
Les célébrités suivantes ont participé à la cérémonie en tant que remettants de prix : 
- Troian Bellisario
- Ashley Benson
- Cat Deeley
- Zooey Deschanel
- Nina Dobrev
- Lucy Hale
- Ian Harding
- Kevin Hart
- Selena Gomez
- Victoria Justice
- Justin Kirk
- Zachary Knighton
- Taylor Lautner
- Laura et Vanessa Marano
- Bridgit Mendler
- Lea Michele
- Shay Mitchell
- Adam Pally
- Hayden Panettiere
- Tyler Posey
- Gordon Ramsay
- Zoe Saldana
- Dax Shepard
- Jordin Sparks
- Taylor Swift
- Damon Wayans Jr.
- Paul Wesley
- Shane West
- Shaun White

## Programme musical
- Pauly D (DJ invité)
- No Doubt – "Settle Down"
- Flo Rida – "Whistle" et "Wild Ones" (avec Stayc Reigns)
- Justin Bieber – "Boyfriend" et "As Long as You Love Me" (avec Big Sean)
- Carly Rae Jepsen – "Call Me Maybe"

## Palmarès
Les lauréats sont indiqués ci-dessous dans chaque catégorie et en caractères gras.

### Cinéma
| Film : Action | Acteur : Action | Actrice : Action |
| --- | --- | --- |
| - Identité secrète - Act of Valor - Mission Impossible : Protocole fantôme - Red Tails - Sherlock Holmes : Jeu d'ombres | - Taylor Lautner - Identité secrète - Tom Cruise - Mission Impossible : Protocole fantôme - Robert Downey Jr. - Sherlock Holmes : Jeu d'ombres - Tom Hardy - Warrior - Logan Lerman - Les Trois Mousquetaires                                                                          | - Zoe Saldana - Colombiana - Salma Hayek - Le Chat potté - Milla Jovovich - Les Trois Mousquetaires - Paula Patton - Mission Impossible : Protocole fantôme - Noomi Rapace - Sherlock Holmes : Jeu d'ombres |
| Film : Dramatique | Acteur : Dramatique | Actrice : Dramatique |
| - The Lucky One - Drive - La couleur des sentiments - Je te promets - Nouveau Départ | - Zac Efron -The Lucky One - Matt Damon - Nouveau Départ - Ryan Gosling - Drive - Channing Tatum - Je te promets - Justin Timberlake - Time Out | - Emma Stone - La couleur des sentiments - Sandra Bullock - Extrêmement fort et incroyablement près - Viola Davis - La couleur des sentiments - Scarlett Johansson - Nouveau Départ - Rachel McAdams - Je te promets |
| Film : Comédie | Acteur : Comédie | Actrice : Comédie |
| - 21 Jump Street - American Pie 4 - Crazy, Stupid, Love - Les Muppets, le retour - Ce qui vous attend si vous attendez un enfant | - Channing Tatum - 21 Jump Street - Jason Biggs - American Pie 4 - Ryan Gosling - Crazy, Stupid, Love - Jonah Hill - 21 Jump Street et Baby-sitter malgré lui - Chris Rock - Ce qui vous attend si vous attendez un enfant                                                             | - Emma Stone - Crazy, Stupid, Love - Cameron Diaz - Ce qui vous attend si vous attendez un enfant - Alyson Hannigan - American Pie 4 - Jennifer Lopez - Ce qui vous attend si vous attendez un enfant - Reese Witherspoon - Target |
| Film : Romantique | Acteur : Romantique | Actrice : Romantique |
| - Twilight, chapitre IV : Révélation - The Lucky One - Think Like a Man - Target - Je te promets | - Zac Efron – The Lucky One - Michael Ealy – Think Like a Man - Robert Pattinson – Twilight, chapitre IV : Révélation - Chris Pine – Target - Channing Tatum – Je te promets | - Kristen Stewart – Twilight, chapitre IV : Révélation - Miley Cyrus – LOL - Meagan Good – Think Like a Man - Rachel McAdams – Je te promets - Taylor Schilling – The Lucky One |
| Film : Science-fiction ou Fantastique | Acteur : Science-fiction ou Fantastique | Actrice : Science-fiction ou Fantastique |
| - Hunger Games - Avengers - Blanche-Neige - Twilight, chapitre IV : Révélation - La Colère des Titans | - Josh Hutcherson – Hunger Games et Voyage au centre de la Terre 2 : L'île mystérieuse - Robert Downey Jr. – Avengers - Chris Hemsworth – Avengers - Taylor Lautner – Twilight, chapitre IV : Révélation - Robert Pattinson – Twilight, chapitre IV : Révélation                       | - Jennifer Lawrence – Hunger Games - Lily Collins – Blanche-Neige - Vanessa Hudgens – Voyage au centre de la Terre 2 : L'île mystérieuse - Scarlett Johansson – Avengers - Kristen Stewart – Twilight, chapitre IV : Révélation |
| Meilleure voix-off | Meilleur méchant/méchante | Révélation de l'année |
| - Taylor Swift – Le Lorax - Zac Efron – Le Lorax - Seth MacFarlane – Ted - Jesse McCartney – Alvin et les Chipmunks 3 - Chris Rock – Madagascar 3 : Bons baisers d'Europe                                                             | - Alexander Ludwig – Hunger Games - Jemaine Clement – Men in Black 3 - Tom Hiddleston – Avengers - Rhys Ifans pour le rôle du Dr Curt Connors / le Lézard dans The Amazing Spider-Man - Charlize Theron – Blanche-Neige et le Chasseur                                                 | - Rihanna – Battleship - Sam Claflin – Blanche-Neige et le Chasseur - Julianne Hough – Rock Forever - Joe Manganiello – Ce qui vous attend si vous attendez un enfant - Noomi Rapace – Prometheus |
| Meilleure alchimie | Meilleur voleur de scène | Meilleure voleuse de scène |
| - Jennifer Lawrence et Amandla Stenberg – Hunger Games - Ryan Gosling et Steve Carell – Crazy, Stupid, Love - Will Smith et Josh Brolin – Men in Black 3 - Channing Tatum et Jonah Hill – 21 Jump Street - Mark Wahlberg et Ted – Ted | - Liam Hemsworth – Hunger Games - Chace Crawford – Ce qui vous attend si vous attendez un enfant - Chris Evans – Avengers - Kevin Hart – Think Like a Man - Kellan Lutz – Twilight, chapitre IV : Révélation                                                                           | - Ashley Greene – Twilight, chapitre IV : Révélation - Elizabeth Banks – Hunger Games - Lea Michele – Happy New Year - Nikki Reed – Twilight, chapitre IV : Révélation - Nicole Scherzinger – Men in Black 3 |
| Meilleur pétage de plombs | Meilleur baiser | Meilleur combat |
| - Charlize Theron – Blanche-Neige et le Chasseur - Steve Carell – Crazy, Stupid, Love - Kevin Hart – Think Like a Man - Mark Ruffalo – Avengers - Channing Tatum et Jonah Hill – 21 Jump Street                                       | - Jennifer Lawrence et Josh Hutcherson – Hunger Games - Zac Efron et Taylor Schilling – The Lucky One - Kristen Stewart et Robert Pattinson – Twilight, chapitre IV : Révélation - Emma Stone et Ryan Gosling – Crazy, Stupid, Love - Channing Tatum et Rachel McAdams – Je te promets | - Daniel Radcliffe vs. Ralph Fiennes – Harry Potter et les reliques de la mort - 2e partie - Chris Evans vs. Hugo Weaving – Captain America : First Avenger - Jennifer Lawrence et Josh Hutcherson vs. Alexander Ludwig – Hunger Games - Channing Tatum and Jonah Hill vs. the Kid Gang – 21 Jump Street - Mark Wahlberg vs. Ted – Ted |
| Meilleur film d'action/aventure de l'été | Meilleur acteur de l'été | Meilleure actrice de l'été |
| - Avengers - The Amazing Spider-Man - Men in Black 3 - Prometheus - Blanche-Neige et le Chasseur | - Chris Hemsworth – Blanche-Neige et le Chasseur et Avengers - Robert Downey Jr. – Avengers - Andrew Garfield pour le rôle de Peter Parker / Spider-Man dans The Amazing Spider-Man - Adam Sandler – Crazy Dad - Will Smith – Men in Black 3                                           | - Kristen Stewart – Blanche-Neige et le Chasseur - Scarlett Johansson – Avengers - Leighton Meester – Crazy Dad - Emma Stone pour le rôle de Gwen Stacy dans The Amazing Spider-Man - Charlize Theron – Blanche-Neige et le Chasseur et Prometheus                                                                                     |
| Meilleur film de comédie/musique de l'été | | |
| - Katy Perry: Part of Me - Madagascar 3 : Bons baisers d'Europe - Rock Forever - Ted - Crazy Dad | | |

### Télévision
| Série : Action | Acteur : Action | Actrice : Action |
| --- | --- | --- |
| - Chuck - Les Experts : Miami - Hawaii 5-0 - NCIS : Los Angeles - Nikita | - Daniel Dae Kim – Hawaii 5-0 - Zachary Levi – Chuck - LL Cool J – NCIS : Los Angeles - Adam Rodriguez – Les Experts : Miami - Shane West – Nikita | - Lyndsy Fonseca – Nikita - Linda Hunt – NCIS : Los Angeles - Grace Park – Hawaii 5-0 - Maggie Q – Nikita - Yvonne Strahovski – Chuck                                                                       |
| Série : Dramatique | Acteur : Dramatique | Actrice : Dramatique |
| - Bones - Gossip Girl - Pretty Little Liars - Revenge - Touch | - Penn Badgley – Gossip Girl - David Boreanaz – Bones - Ian Harding – Pretty Little Liars - Kiefer Sutherland – Touch - Ed Westwick – Gossip Girl | - Emily Deschanel – Bones - Sarah Michelle Gellar – Ringer - Lucy Hale – Pretty Little Liars - Leighton Meester – Gossip Girl - Emily VanCamp – Revenge                                                     |
| Série : Comédie | Acteur : Comédie | Actrice : Comédie |
| - 2 Broke Girls - The Big Bang Theory - Glee - Modern Family - New Girl | - Ty Burrell – Modern Family - Chris Colfer – Glee - Neil Patrick Harris – How I Met Your Mother - Ashton Kutcher – Mon oncle Charlie - Jim Parsons – The Big Bang Theory | - Miranda Cosgrove – iCarly - Kaley Cuoco – The Big Bang Theory - Zooey Deschanel – New Girl - Lea Michele – Glee - Sofía Vergara – Modern Family                                                           |
| Série : Science-fiction ou Fantastique | Acteur : Science-fiction ou Fantastique | Actrice : Science-fiction ou Fantastique |
| - Fringe - Once Upon a Time - Supernatural - True Blood - Vampire Diaries | - Jensen Ackles – Supernatural - Joshua Jackson – Fringe - Jared Padalecki – Supernatural - Ian Somerhalder – Vampire Diaries - Paul Wesley – Vampire Diaries | - Nina Dobrev – Vampire Diaries - Ginnifer Goodwin – Once Upon a Time - Kat Graham – Vampire Diaries - Anna Paquin – True Blood - Anna Torv – Fringe                                                        |
| Dessin animé | Personnalité masculine | Personnalité féminine |
| - Beavis et Butt-Head - Bob's Burgers - Les Griffin - Robot Chicken - Les Simpsons | - Nick Cannon – America's Got Talent - Simon Cowell – The X Factor - Cee Lo Green – The Voice - Gordon Ramsay – Hell's Kitchen - Steven Tyler – American Idol | - Christina Aguilera – The Voice - Tyra Banks – Top Model USA - Carrie Ann Inaba – Dancing with the Stars - Jennifer Lopez – American Idol - Jessica Simpson – Fashion Star                                 |
| Télé réalité de compétition | Meilleure personnalité masculine de Télé réalité | Meilleure personnalité féminine de Télé réalité |
| - Top Model USA - American Idol - Survivor: One World - The Voice - The X Factor | - Paul "Pauly D" DelVocchio – Bienvenue à Jersey Shore et Pauly D Project - Rob Dyrdek – Rob Dyrdek's Fantasy Factory et Ridiculousness - William Levy – Dancing with the Stars - Scotty McCreery – American Idol - Michael "The Situation" Sorrentino – Bienvenue à Jersey Shore | - Lauren Alaina – American Idol - Melanie Amaro – The X Factor - Les Kardashian – L'Incroyable Famille Kardashian - Tia et Tamera Mowry – Tia & Tamera - Nicole "Snooki" Polizzi – Bienvenue à Jersey Shore |
| Télé réalité | Révélation masculine de l'année | Révélation féminine de l'année |
| - Dance Moms - Bienvenue à Jersey Shore - L'Incroyable Famille Kardashian - Punk'd - Tia & Tamera | - Joshua Bowman – Revenge - Joshua Dallas – Once Upon a Time - Jake Johnson – New Girl - Beau Mirchoff – Awkward - Lamorne Morris – New Girl | - Beth Behrs – 2 Broke Girls - Sutton Foster – Bunheads - Katharine McPhee – Smash - Hannah Simone – New Girl - Dreama Walker – Don't Trust the B---- in Apartment 23                                       |
| Vilain | Meilleur voleur de scène | Meilleure voleuse de scène |
| - Joseph Morgan – Vampire Diaries - Lana Parrilla – Once Upon a Time - Janel Parrish – Pretty Little Liars - Krysten Ritter – Don't Trust the B---- in Apartment 23 - Michelle Trachtenberg – Gossip Girl | - Max Greenfield – New Girl - Gabriel Mann – Revenge - Michael Trevino – Vampire Diaries - James Van Der Beek – Don't Trust the B---- in Apartment 23 - Damon Wayans Jr. – Happy Endings                                                                                          | - Candice Accola King – Vampire Diaries - Dianna Agron – Glee - Sarah Hyland – Modern Family - Francia Raisa – La Vie secrète d'une ado ordinaire - Casey Wilson – Happy Endings                            |
| Série de l'été | Star masculine TV de l'été | Star féminine TV de l'été |
| - America's Got Talent - La Vie secrète d'une ado ordinaire - Tu crois que tu sais danser - Teen Wolf - Workaholics                                                                                       | - Ken Baumann – La Vie secrète d'une ado ordinaire - Jean-Luc Bilodeau – Baby Daddy - Michael Ealy – Wes et Travis - Daren Kagasoff – La Vie secrète d'une ado ordinaire - Tyler Posey – Teen Wolf                                                                                | - Troian Bellisario – Pretty Little Liars - Chelsea Kane – Baby Daddy - Crystal Reed – Teen Wolf - Ashley Rickards – Awkward - Shailene Woodley – La Vie secrète d'une ado ordinaire                        |
| Meilleure nouveauté | | |
| - Don't Trust the B---- in Apartment 23 - New Girl - Revenge - Smash - The X Factor | | |

### Musique
| Meilleur artiste masculin | Meilleure artiste féminine |
| --- | --- |
| - Justin Bieber - Drake - Bruno Mars - Pitbull - Blake Shelton | - Adele - Jennifer Lopez - Katy Perry - Rihanna - Taylor Swift |
| Meilleur Groupe | Meilleur artiste Hip-Hop/R&B |
| - Selena Gomez & the Scene - Gym Class Heroes - Lady Antebellum - LMFAO - The Wanted | - Beyoncé - Flo Rida - Nicki Minaj - Pitbull - Kanye West |
| Meilleur groupe de rock | Meilleur groupe country |
| - The Black Keys - Foo Fighters - Foster the People - fun. - Linkin Park | - The Band Perry - Eli Young Band - Lady Antebellum - Rascal Flatts - Thompson Square |
| Meilleur artiste masculin country | Meilleure artiste féminine country |
| - Jason Aldean - Luke Bryan - Hunter Hayes - Scotty McCreery - Blake Shelton | - Lauren Alaina - Miranda Lambert - Kellie Pickler - Taylor Swift - Carrie Underwood |
| Meilleur artiste Electronic Dance Music | Meilleur single par un groupe |
| - deadmau5 - David Guetta - Calvin Harris - Kaskade - Skrillex | - "Ass Back Home" – Gym Class Heroes featuring Neon Hitch - "Hit the Lights" – Selena Gomez & the Scene - "Moves Like Jagger" – Maroon 5 featuring Christina Aguilera - "Party Rock Anthem" – LMFAO featuring Lauren Bennett and GoonRock - "We Are Young" – fun. featuring Janelle Monáe |
| Meilleur single par un artiste masculin | Meilleur single par une artiste féminine |
| - "Boyfriend" – Justin Bieber - "Give Me Everything" – Pitbull featuring Ne-Yo, Afrojack, and Nayer - "Good Feeling" – Flo Rida - "It Will Rain" – Bruno Mars - "Take Care" – Drake featuring Rihanna        | - "Dance Again" – Jennifer Lopez featuring Pitbull - "Eyes Open" – Taylor Swift - "Part of Me" – Katy Perry - "Set Fire to the Rain" – Adele - "Stronger (What Doesn't Kill You)" – Kelly Clarkson                                                                                        |
| Meilleure chanson country | Meilleure chanson R&B/Hip-Hop |
| - "Crazy Girl" – Eli Young Band - "God Gave Me You" – Blake Shelton - "Sparks Fly" – Taylor Swift - "Storm Warning" – Hunter Hayes - "Tattoos on This Town" – Jason Aldean                                   | - "Love on Top" – Beyoncé - "Starships" – Nicki Minaj - "Take Care" – Drake featuring Rihanna - "Wild Ones" – Flo Rida featuring Sia - "Without You" – David Guetta featuring Usher |
| Meilleure chanson rock | Meilleure chanson d'amour |
| - "Lonely Boy" – The Black Keys - "Paradise" – Coldplay - "Pumped Up Kicks" – Foster the People - "Somebody That I Used to Know" – Gotye featuring Kimbra - "We Are Young" – fun. featuring Janelle Monáe    | - "Die in Your Arms" – Justin Bieber - "Give Your Heart a Break" – Demi Lovato - "Home" – Phillip Phillips - "I Won't Give Up" – Jason Mraz - "What Makes You Beautiful" – One Direction                                                                                                  |
| Meilleure chanson de rupture | Chanson de l'été |
| - "Climax" – Usher - "Payphone" – Maroon 5 featuring Wiz Khalifa - "Somebody That I Used to Know" – Gotye featuring Kimbra - "Stronger (What Doesn't Kill You)" – Kelly Clarkson - "Wide Awake" – Katy Perry | - "All Around the World" – Justin Bieber featuring Ludacris - "Call Me Maybe" – Carly Rae Jepsen - "Give Your Heart a Break" – Demi Lovato - "Glad You Came" – The Wanted - "Scream" – Usher                                                                                              |
| Meilleur nouvel artiste | Meilleur nouveau groupe |
| - Gotye - Ellie Goulding - Carly Rae Jepsen - Kimbra - Phillip Phillips | - Eli Young Band - fun. - Karmin - One Direction - The Wanted |
| Artiste masculin de l'été | Artiste féminine de l'été |
| - Justin Bieber - Flo Rida - David Guetta - Pitbull - Usher | - Carly Rae Jepsen - Jennifer Lopez - Demi Lovato - Katy Perry - Rihanna |
| Groupe de l'été | |
| - Coldplay - Gym Class Heroes - Maroon 5 - One Direction - The Wanted | |

### Mode
| Icône de la mode masculine                                                           | Icône de la mode féminine                                                   |
| ------------------------------------------------------------------------------------ | --------------------------------------------------------------------------- |
| - Justin Bieber - Chris Colfer - Cee Lo Green - Justin Timberlake - will.i.am        | - Miley Cyrus - Zooey Deschanel - Jennifer Lopez - Nicki Minaj - Katy Perry |
| Le plus hot                                                                          | La plus hot                                                                 |
| - Justin Bieber - Ryan Gosling - Liam Hemsworth - Robert Pattinson - Ian Somerhalder | - Miley Cyrus - Selena Gomez - Katy Perry - Rihanna - Kate Upton            |

### Sport
| Athlète féminine | Athlète masculin |
| --- | --- |
| - Kelly Clark (Snowboard) - Maria Sharapova (Tennis) - Hope Solo (Football) - Lindsey Vonn (Ski) - Serena Williams (Tennis) | - David Beckham (Football) - Kobe Bryant (Basketball) - Albert Pujols (Baseball) - Tim Tebow (Football) - Shaun White (Snowboard/Skateboard/Surf) |

### Autres
| Livre | Comédien(ne)                                                                            |
| --- | --------------------------------------------------------------------------------------- |
| - Trilogie Hunger Games, Suzanne Collins - Le passeur, Lois Lowry - Saga Twilight, Stephenie Meyer - Trilogie Divergent, Veronica Roth - The Lucky One, Nicholas Sparks | - Ellen DeGeneres - Jimmy Fallon - Andy Samberg - Daniel Tosh - Kristen Wiig            |
| Réseaux Sociaux | Meilleur Twit                                                                           |
| - Facebook - Instagram - Pinterest - Tumblr - Twitter | - Justin Bieber - Miley Cyrus - Jimmy Fallon - Demi Lovato - Ryan Seacrest              |
| Jeux vidéo | Web Star                                                                                |
| - Call of Duty: Modern Warfare 3 - Just Dance 3 - Mass Effect 3 - NBA 2K12 - The Sims 3 Showtime: Katy Perry Collector's Edition                                        | - Ryan Beatty - Cimorelli - Elle et Blair Fowler (en) - Karmin - Sophia Grace and Rosie |
| Award spécial — Ultimate Choice Award | Award spécial — Acuvue Inspire Award                                                    |
| - Saga Twilight | - Miranda Cosgrove                                                                      |